# Ayanleh Souleiman
Ayanleh Souleiman (* 3. prosince 1992) je džibutský atlet, běžec, který se věnuje středním tratím. Jeho specializací je běh na 1500 metrů, je halovým mistrem světa z roku 2014.

## Kariéra
Prvním mezinárodním úspěchem se pro něj stalo páté místo v běhu na 1500 metrů na světovém halovém šampionátu v roce 2012. V následující sezóně vybojoval bronzovou medaili v běhu na 800 metrů na mistrovství světa v Moskvě. Jeho dosud největším úspěchem se stal titul halového mistra světa v běhu na 1500 metrů z roku 2014 ze Sopot. Z této sezóny pochází jeho nejlepší výkon v této disciplíně 3:29,58.
Na olympiádě v roce 2016 doběhl ve finále běhu na 1500 metrů čtvrtý.

## Osobní rekordy
Hala
- Běh na 1000 metrů - 2:14,20 min - 17.02.2016, Stockholm -  Současný světový rekord